# God Is God
God Is God ist ein Musikstück des Psytrance-Projekts Juno Reactor. Es wurde von Ben Watkins und Nick Burton geschrieben und 1997 auf dem Album Bible of Dreams und als zweite Single-Auskopplung des Albums veröffentlicht.

## Entstehung
God Is God entstand in mehreren Schritten; die ursprüngliche Idee kam auf, als Ben Watkins das ägyptisch inspirierte Material zur Hälfte fertiggestellt hatte. Inspiriert wurde Watkins dabei von Laibachs Cover von Live Is Life. Der Gesang stammt von Natacha Atlas, der gesprochene Text von Wolfgang und die Perkussion von Burton.
Die God-Is-God-Single erschien in mehreren 12’’- und CD-Versionen mit unterschiedlichen Remixen des Stücks. Neben God Is God (Rock of Sion Album Edit) beziehungsweise God Is God (Rock of Sion Mix) existieren der Mark Saunders Sion Mix von Mark Saunders, der God Is Ambient Mix von Psychoslaphead, der Revelation Mix, der CJ Bolland Mix von CJ Bolland und der God Zilla Mix sowie der Grisha Mix, die von der belgischen Band Front 242 angefertigt wurden; diese wurden unter anderem separat auf der 12’’-Single God Is God (Front 242 Mixes) veröffentlicht. Eine Version der Single enthält neben dem Rock of Sion Mix und zwei weiteren Versionen das Stück Biot Messiah, das von Watkins und Johann Bley geschrieben wurde.

## Musik
God Is God verbindet Psytrance mit orientalischer Musik. Der Gesang zu Beginn des Stücks stammt aus Stefka Sabotinovas Prituri Se Planinata (Tinka Peshe). Laut der offiziellen Juno-Reactor-Seite handelt es sich um narrative Musik, die ägyptischen Elemente in God Is God passen laut offizieller Seite perfekt zum apokalyptischen Stück Komit, kontrastieren hingegen mit dem gleichmäßigeren Swamp Thing und dem präziseren Kaguya Hime.

## Text
Im Text „wird in übertragenem Sinne die (künstlich) produzierte Furcht bzw. Ambivalenz zwischen Hoffnung und Furcht thematisiert“. Damage vom The DOSE Mag sprach den religiösen Aspekt Juno Reactors an und fügte hinzu, er sei in den Texten noch nicht auf das Christentum gestoßen; während Watkins in diesem Zusammenhang auf God Is God verwies, assoziierte Damage den Text nicht mit dem christlichen Gott. Das Zitat „You shall see good and evil… you shall see bitter waters… you shall see laws of life… you shall see hail fall from a clear sky… you shall see darkness… God is God“ stammt aus Cecil B. DeMilles Film The Ten Commandments. God Is God ist als Thema des Albums anzusehen.

“Unless we get to this point of tolerance between the religions and the faiths, this is what you'll get. It's this Armageddon, book of Revelation, really, wrath of God.”

„Bis wir zum Punkt der Toleranz zwischen Religionen und Glaubensrichtungen kommen, ist es das, was wir bekommen werden. Es ist dieses Armageddon, Buch der Offenbarung, Zorn Gottes.“

## Rezeption
Lars von Ragazzi bezeichnete God Is God zusammen mit Laughing Gas, Conga Fury, Pistolero und Master of the Universe als „ausgezeichneten Einblick ins Universum dieser Band“.

## Coverversion von Laibach
1996 veröffentlichte die ursprünglich aus dem Post-Industrial-Umfeld stammende slowenische Band Laibach über Mute Records eine Coverversion auf dem Album Jesus Christ Superstars, das sich „mit Gott und Religion am Ende unseres Jahrhunderts“ befasst, und den Singles Jesus Christ Superstar / God Is God und God Is God (Optical Remixes), auf denen unterschiedliche Remixe erschienen. Im laut Eva-Maria Hanser „auf den ersten Blick im Vergleich zu den früheren Videos relativ uninteressant[en]“ Musikvideo treten die Musiker „als moderne Propheten [auf], die in einer felsigen, teilweise schneebedeckten Landschaft entlang marschieren“. Die Stimmung erinnert an Endzeitfilme, in denen die Kirche „als zwiespältig dargestellt und die (priesterlichen) Protagonisten als Superhelden gezeichnet werden“. Die Gesten des Sängers erinnern an Darstellungen Jesu Christi.

„Beispielsweise wird eine Großaufnahme der Handfläche seines erhobenen Armes gezeigt, die im Bewusstsein christliche Bezüge evoziert. Oder seine Performance auf einem schmalen metallenen Gerüstturm, auf welchem er hinter einer dünnen Absperrungskette eine Mischung aus Beschwörung, aggressiver Predigt und ein vielleicht leidendes oder ertragendes Innehalten vollzieht. Der Turm verweist auf die Ähnlichkeit bzw. Komplizenschaft zwischen Predigt, politischer Ansprache und Unterhaltungsindustrie.“

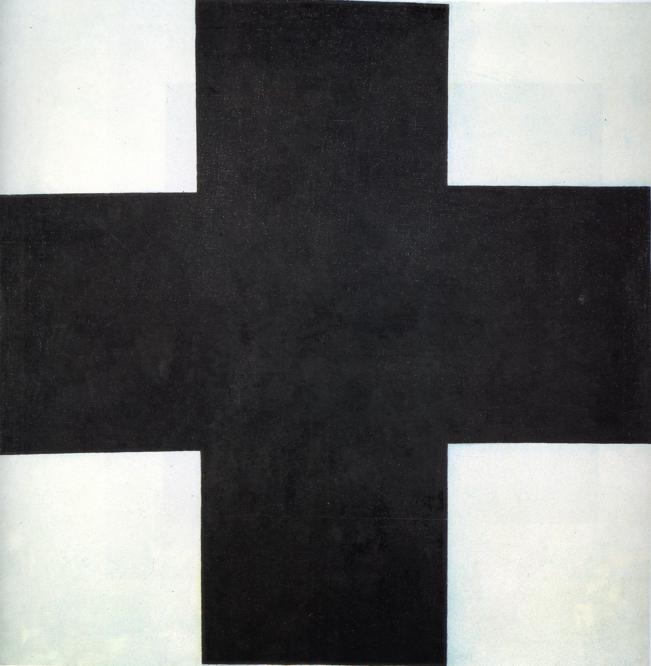
Schwarzes Kreuz von Kasimir Malewitsch, ein oft von der Band Laibach verwandtes Symbol

Das von Laibach oft verwandte Kreuz ist „auf einer großen Reklametafel im Nirgendwo“ zu sehen; auf dieses werden vereinzelte im Liedtext erwähnte Wörter projiziert, in einem kurzen Moment „sind darauf leuchtende sich bewegende Sternchen drauf, die durch ein leuchtendes ‚=‘ getrennt werden, also * = * (God is God?)“. Dieser Effekt steigert „das Reklamehafte […], was einerseits auf die Vermarktung und andererseits auf die permanente mediale Präsenz von Religion verweist“. Das Kreuz wird im Video aber auch von den Laibach-Mitgliedern betrachtet; es ist „nicht klar […], ob es wohlwollend, kritisch, verblüfft oder mit Desinteresse aufgefasst wird“. Außerdem wird es als Hintergrund, „vor allem um Bilder der Kreuzigung zu simulieren, wenn der Sänger mit ausgebreiteten Armen direkt davor steht“. Hanser zufolge scheint das Video zu God Is God „sich nicht von anderen Musikvideos zu unterscheiden“, es entstehe der Eindruck, „diese Bilder irgendwo anders schon gesehen zu haben“. Möglicherweise „[b]esteht das ganze Video […] aus bewussten Zitaten“ und „[v]erweist […] auf den Flirt den Rock- und Popstars zu Jesus unterhalten, nämlich der Übernahme von Gestik und Mimik (durch visuelle Medien) tradierter Jesusdarstellungen“ und „in diesem Zusammenhang auch auf das ständige Oszillieren zwischen Ablehnung und Aneignung von Religion und Kirche“.